# Javier Expósito
Javier Expósito Urdampilleta (San Sebastián, Guipúzcoa, 18 de septiembre de 1931) es un exentrenador español de fútbol, vinculado a lo largo de toda su carrera a la Real Sociedad de Fútbol.

## Biografía
Natural del barrio donostiarra de Añorga, Expósito fue un futbolista de segunda fila, que en su corta carrera tuvo como mayor hito jugar con el Club Deportivo Atlético Astorga en la Tercera División Española. Según sus propias palabras era delantero centro, pero muy malo.
A mediados de la década de 1950 fue llamado por el club de su barrio, la SCD Añorga para entrenar al equipo juvenil. Con el Añorga juvenil obtiene grandes resultados y saca varios buenos jugadores, dando algunos de ellos como Carmelo Amas el salto al fútbol profesional. 
En 1962 la Real Sociedad de Fútbol desciende a la Segunda División de Fútbol y en su descenso manda a su equipo filial, entonces en Segunda División, a Tercera. La nueva directiva del club, dirigida por Antxon Vega de Seoane decide entonces dar las riendas del equipo filial al joven entrenador que tan buenos resultados estaba teniendo con los juveniles del Añorga.
Comienza entonces la andadura de Expósito al frente del Sanse, filial de la Real Sociedad, que se prolongará durante nada menos que 20 años. Durante ese tiempo compaginó su trabajo de mañana en la fábrica de Cementos Rezola de Añorga con el trabajo de tardes y fines de semana entrenando a las jóvenes promesas de la Real.
La labor de Expósito fue tan importante para un club de cantera como la Real que algunos sitúan a Expósito como una de las figuras más importantes de la historia de la Real Sociedad
Por sus manos pasaron dos generaciones completas de futbolistas de la Real Sociedad, entre ellos más de una docena de jugadores que llegaron a ser internacionales. Obsesionado en curtir a los jugadores antes de que dieran el salto al primer equipo, esto le hacía mantener a muchos canteranos en el filial hasta edades relativamente avanzadas. La práctica totalidad del equipo de la Real Sociedad que fue campeón de Liga por dos veces entre 1980 y 1982 pasó antes por las manos de Expósito lo que le hace merecedor de buena parte de responsabilidad en la formación de esa generación de jugadores. 
Entre los primeros jugadores que entrenó Expósito en el Sanse durante los años 1960 destacan futbolistas como el portero Jesús María Zubiarrain, que fichó por el Atlético de Madrid, aunque tuvo que retirarse prematuramente por una enfermedad cardiaca, José Mari Martínez, que fue capitán de la Real durante casi una década o Rafael De Diego, que apenas debutar con la Real fue fichado por el Real Madrid. 
Solo por citar a los internacionales que entrenó durante las dos décadas siguientes: Urruti, Gaztelu, Idígoras, Periko Alonso, Kortabarria, Satrústegui, Celayeta, Uralde, José Mari Bakero, Txiki Begiristain, Arconada, Jesús Mari Zamora, Górriz y Larrañaga. También pasaron por sus manos otros históricos de la Real como Vicente Biurrun, Gajate, Olaizola, etc..
En 1982 abandonó el Sanse tras producirse una reestructuración del fútbol base de la Real y asumir Marco Antonio Boronat la dirección de la formación de los jóvenes canteranos. Expósito rechazó su nuevo papel en el organigrama y decidió marcharse del club.
Durante los años siguientes volvió a entrenar al Añorga y como curiosidad fue preparador físico del pelotari añorgatarra Mikel Unanue, antes de que pasara a ser profesional. En 1986 regresa a la Real Sociedad asumiendo el papel de director deportivo, siendo John Benjamin Toshack el entrenador del primer equipo. En esta etapa, la Real Sociedad obtiene un título de Copa del Rey y dos subcampeonatos de Liga y Copa.

### Entrenador del primer equipo de la Real
Tras el fichaje de Toshack en 1989 por el Real Madrid; tomó las riendas del equipo el hasta entonces segundo entrenador, Marco Antonio Boronat. En enero de 1991 Boronat fue destituido por la mala marcha del club en la Liga. El club contactó con John Benjamin Toshack, destituido a su vez en el Real Madrid para que se hiciera de nuevo cargo de la Real, pero la ley impedía que un entrenador llevara a dos diferentes equipos durante la misma temporada. Para hacer de puente hasta que Toshack se pudiera hacer cargo del equipo la siguiente temporada, Expósito tomó interinamente el cargo de entrenador de la Real por lo que restaba de la temporada 1990-91. Con Amas y Salva Iriarte como segundos, entrenó a la Real durante 20 partidos en la Primera División española logrando enderezar el rumbo del equipo y dejándolo en una discreta pero cómoda plaza clasificatoria. Además logró un hito hasta entonces nunca realizado por la Real, ya que logró ganar a domicilio a Real Madrid, FC Barcelona y Valencia CF durante una misma temporada.
Casi desconocido fuera de Guipúzcoa, Expósito fue considerado durante ese periodo por muchos como un hombre de paja de Toshack, el que figuraba como entrenador y ponía el carnet, aunque fuera Toshack realmente el que dirigía al equipo desde su despacho en Zubieta. Estas opiniones no tenía sin embargo en cuenta el ascendente de Expósito sobre los jugadores más veteranos de la plantilla a los que había entrenado años atrás, ni su peso y prestigio dentro de un club donde era casi considerado una leyenda.
Tras acabar la temporada 1990-91 Expósito volvió a sus tareas como director deportivo de Zubieta hasta que se jubiló en 1996.

### Clubes como entrenador
| Club             | País   | Año       |
| ---------------- | ------ | --------- |
| San Sebastián CF | España | 1962-1982 |
| Real Sociedad    | España | 1991      |